# F–20 Tigershark
A Northrop F–20 (vagy F–5G) Tigershark negyedik generációs, egy hajtóműves, szuperszonikus könnyű vadászrepülőgép, melyet az F–5 Tiger II jelentős továbbfejlesztésével hoztak létre az 1980-as évek elejére, a fejlődő országok részére, a gyártó cég saját kockázatára. A repülőgép több, eredetileg az F–5-öst üzemeltető országban esélyes volt megrendelések elnyerésére, de a Reagan-adminisztráció megkönnyítette a lényegesen fejlettebb F–16 és F/A–18 típusok exportját, így az új repülőgép exportkilátásai annyira leromlottak, hogy sorozatgyártását már nem indították be.